# Chiesa della Madonna del Segno (Dubrovicy)
La Chiesa dei Miracoli della Madonna del Segno a Dubrovicy (in russo Церковь Зна́мения Пресвятой Богоро́дицы в Дубровицах?), anche nota come Chiesa dell'Apparizione della Beata Vergine Maria è una chiesa parrocchiale della diocesi di Podol'sk della Chiesa ortodossa russa. La chiesa si trova nel villaggio di Dubrovicy, nel distretto urbano Podol'sk, nell'Oblast' di Mosca, in Russia. Il villaggio di Dubrovicy si trova a circa 36 chilometri a sud della capitale russa. Dubrovicy appartenne alle famiglie nobili di Morozov, Golicyn e Dmitriev-Mamonov. La tenuta è composta da un palazzo, un cortile per cavalli con cancello gotico, diverse dipendenze, una chiesa e un parco. La chiesa è famosa per la sua architettura unica, insolita per l'architettura russa, e per la sua storia travagliata: in tre occasioni (durante la campagna di Russia del 1812, in seguito alla rivoluzione del 1917 e durante l'invasione nazista della seconda guerra mondiale) ha rischiato di essere distrutta, senza tuttavia subire seri danni. La tenuta Dubrovicy e la chiesa hanno lo status di sito del patrimonio culturale in Russia.

## Storia

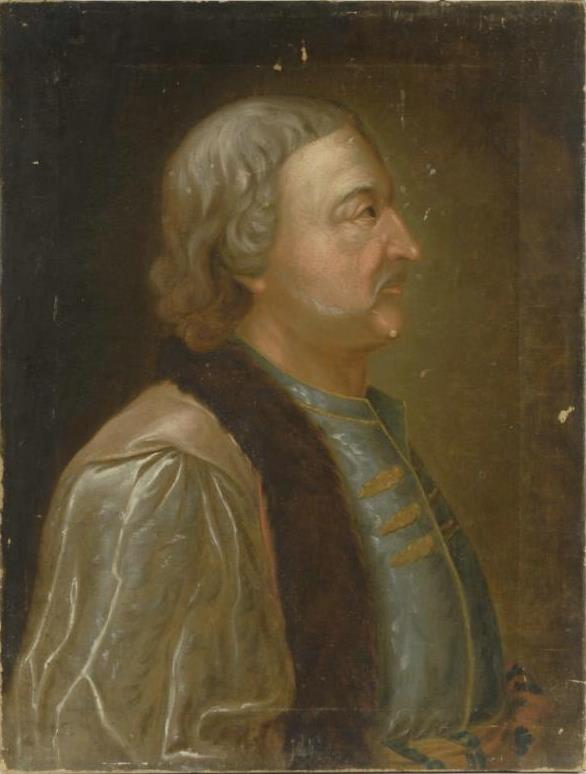
Boris Alekseevič Golicyn, il fondatore della chiesa

Nel primo quarto del XVII secolo, Dubrovicy appartenne all'antica famiglia moscovita dei Morozov. Sotto di essi furono costruite una chiesa in legno intitolata al Profeta Elia e una casa padronale. Nel 1688 Dubrovicy fu acquisita da Boris Alekseevič Golicyn (1654-1714), collaboratore e tutore del giovane Pietro I. Il 22 luglio 1690 (1º agosto, secondo il calendario gregoriano), iniziò la costruzione di una nuova chiesa in pietra sul sito della vecchia chiesa in legno, che venne demolita e trasportata nel vicino villaggio di Lemešovo. Per la costruzione della chiesa B.A. Golicyn invitò un architetto e scultori stranieri, che si ritiene fossero italiani. Il nome del capo architetto non è noto con certezza.
La costruzione della chiesa, portata avanti durante i periodi estivi, durò 14 anni. In inverno gli intagliatori di pietra lavoravano nelle baracche. Gli artigiani russi coadiuvarono gli architetti stranieri nella costruzione della chiesa. La chiesa fu eseguita in stile Barocco Golicyn (variazione del Barocco moscovita). La facciata è completamente ricoperta da intagli con motivi floreali e decorata con sculture. La chiesa è coronata da una cupola a forma di corona dorata. Anche l'interno della chiesa è riccamente decorato, con composizioni scultoree e rilievi in stucco su temi biblici ed evangelici. Gli elementi dell'arredamento esterno e interno non appartengono alla tradizione russa di quel tempo. Nel 1699 la chiesa era già stata edificata, ma il patriarca Adriano non diede il permesso per la sua consacrazione, in quanto creata a imitazione delle chiese cattoliche.
La chiesa fu consacrata soltanto dopo la morte del patriarca Adriano dal metropolita Stefano di Rjazan' l'11 (22) febbraio 1704, alla presenza dello zar Pietro I, dello zarevic Aleksej Petrovič, e di molte illustri personalità laiche e religiose.
Entro la metà del XVIII secolo (la data esatta non è nota), sul lato sud-ovest della chiesa fu costruito un campanile a tre livelli, anch'esso barocco, ma con uno stile più sobrio e tradizionale.
Dal dicembre 1788, il conte Aleksander Matveevič Dmitriev-Mamonov (1758-1803) divenne il proprietario della tenuta. A partire da questo momento il conte realizzò un'importante ristrutturazione della tenuta e degli interni del palazzo. Dopo la morte di A. M. Dmitriev-Mamonov, Dubrovicy venne ereditato da suo figlio, Matvej Aleksandrovič Dmitriev-Mamonov (1790-1863). Matvej prese parte alla Campagna di Russia del 1812 e alla campagna europea dell'esercito russo nel 1813-1814. Durante la Campagna di Russia del 1812 un piccolo distaccamento di cavalleria del maresciallo francese Gioacchino Murat passò per Dubrovicy il 10 (22) ottobre 1812 durante la ritirata; la chiesa non fu danneggiata. Dopo la guerra, il conte Matvej Aleksandrovič partecipò a organizzazioni rivoluzionarie segrete e diede inizio alla costruzione di fortificazioni militari a Dubrovicy. In base al progetto del proprietario, intorno alla tenuta furono erette mura con porte gotiche, con un muro in pietra che correva lungo il lato est della chiesa. In seguito il conte Matvej Alexandrovič fu dichiarato pazzo e posto sotto tutela per il resto della sua vita.
Tra il 1848 e il 1850, sotto la guida del famoso architetto Fëdor Fëdorovič Richter (1808-1868), la chiesa di Dubrovicy fu restaurata da artigiani russi con fondi stanziati dal tesoro imperiale per ordine dell'imperatore Nicola I. I versi e le iscrizioni in latino furono sostituiti con traduzioni in lingua russa.
La consacrazione della chiesa restaurata avvenne il 27 agosto (8 settembre) 1850 dal metropolita Filaret (Drozdov) di Mosca e Kolomna.
Nel 1864, lo knjaz Sergej Michailovič Golicyn (1843-1915) divenne il proprietario della tenuta di Dubrovicy, che tornò quindi alla famiglia Golicyn. Sotto di lui fu smantellato un muro di pietra e furono costruiti cottage estivi, che venivano affittati nei periodi estivi. In estate, durante le principali festività religiose, venivano portati fuori tavoli sul prato vicino alla chiesa e si tenevano feste per il tè. Su un tumulo creato accanto alla chiesa si svolse un servizio funebre per i caduti nella battaglia di Borodino durante la Campagna di Russia del 1812.
All'inizio del XX secolo nella chiesa operavano una scuola parrocchiale e un rifugio per i poveri. Dopo il 1917 la chiesa operò per più di dieci anni, fino a quando nel 1929 i servizi al suo interno cessarono a causa di un divieto imposto dal regime sovietico. Molte sculture di santi e statue di angeli che decoravano l'edificio furono danneggiate da azioni vandaliche. Nel settembre del 1931 il campanile fu fatto saltare in aria da militanti atei.
Nel 1941, durante l'offensiva nazista su Mosca, la chiesa fu minata in quanto obiettivo strategico. Le truppe dell'Asse vennero però fermate e non venne dato l'ordine di far saltare in aria la chiesa.
Nell'agosto 1960, la tenuta Dubrovicy e la chiesa furono riconosciute come monumenti architettonici e poste sotto protezione statale. Nel 1961 l'edificio del palazzo venne occupato dall'Istituto di ricerca sulla zootecnia (VIZh) e la chiesa, passata sotto la proprietà dell'istituto, venne come magazzino.
Dal 1966 al 1990 sono stati eseguiti lavori di restauro nella tenuta, a seguito dei quali il palazzo è stato parzialmente riportato all'aspetto originario, ma il restauro della chiesa non è stato completato. Si prevedeva di utilizzare la chiesa come museo di architettura religiosa.
La chiesa è stata restituita al culto nel 1990. La prima liturgia nella chiesa è stata celebrata il 14 ottobre 1990. Tra il 2002 e il 2003 sono stati eseguiti lavori di restauro in preparazione del 300º anniversario della costruzione della chiesa. Furono ricostruiti gli interni, fu restaurato il pavimento in marmo e fu sistemato il terreno adiacente alla chiesa. La croce che coronava la chiesa è stata restaurata e la vecchia corona fatiscente è stata sostituita con una nuova. Il tumulo situato accanto alla chiesa è stato attrezzato e sulla sua sommità è stata installata una piattaforma di osservazione. All'interno della chiesa sono stati ripristinati gli originali versi latini nei cartigli che accompagnano gli altorilievi. Le icone sono state restaurate nel laboratorio del Museo statale di storia e nel laboratorio della Galleria Tret'jakov. Tuttavia, il restauro della decorazione esterna della chiesa è rimasto incompiuto. Il 7 ottobre 2009 il World Monuments Fund ha inserito la chiesa nell'elenco dei siti in pericolo di distruzione.
Nel 2022 vicino alla chiesa è stato restaurato un campanile a tre piani, distrutto nel 1931. Per celebrare il sacramento del battesimo, al piano inferiore del campanile è stata costruita una chiesa in onore dei martiri Adriano e Natalia. L'8 novembre 2022, il patriarca Cirillo di Mosca e di tutte le Russie ha consacrato questa chiesa.

## Architettura

### Esterno

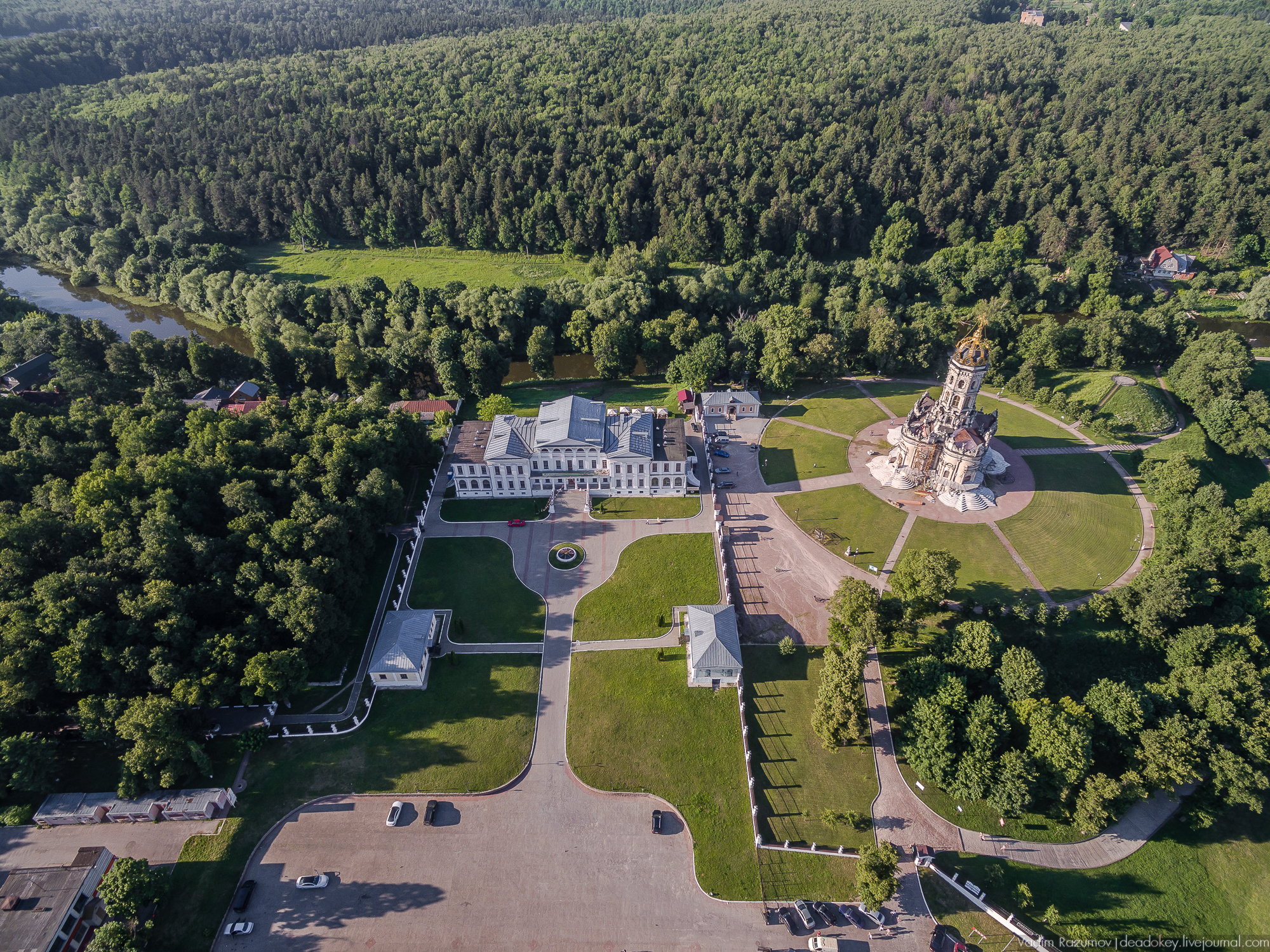
Vista dall'alto della tenuta Dubrovitsy alla confluenza tra i fiumi Desna e Pakhra

La chiesa fu costruita in pietra bianca su un promontorio formato dalla confluenza dei fiumi Desna e Pakhra. La pianta della chiesa è costituita da una croce equilatera con estremità arrotondate; i bracci della croce sono divisi in tre parti. Questa forma era diffusa nei paesi cattolici ed esprimeva le principali caratteristiche del barocco europeo del XVII secolo.

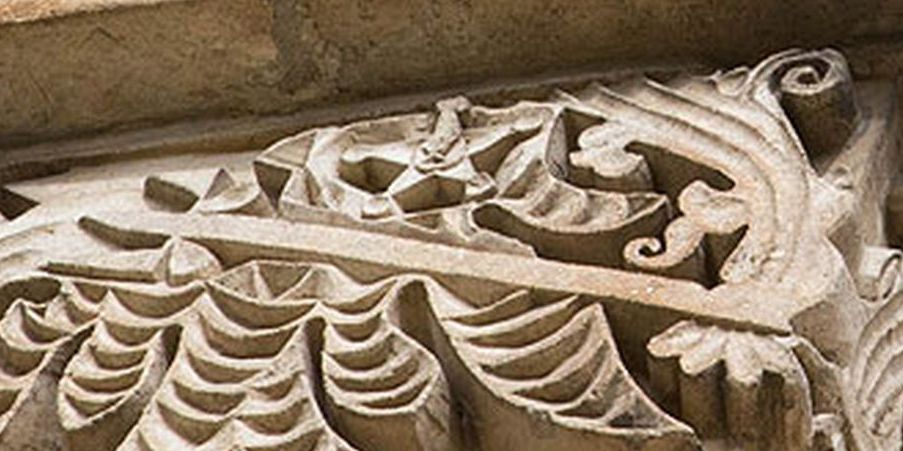
Frammento di decorazione della сhiave di volta dell'arco del portale principale (occidentale) della chiesa

Al di sopra della parte centrale della chiesa si erge una torre ottagonale, completamente ricoperta da intricati ornamenti a rilievo. Cornicioni   dividono l'intera struttura della torre in tre ordini di finestre. Il livello inferiore è caratterizzato da 8 finestre rettangolari con sommità arrotondata; il livello intermedio ha finestre con la stessa forma ma di dimensione maggiore, mentre il livello superiore ha piccole finestre ottagonali. La chiesa è sormontata da una cupola a forma di corona dorata con finestre quadrilobate, uno stile poco comune nella tradizione architettonica russa. Complessivamente la torre arriva ad una altezza di 42,3 metri.

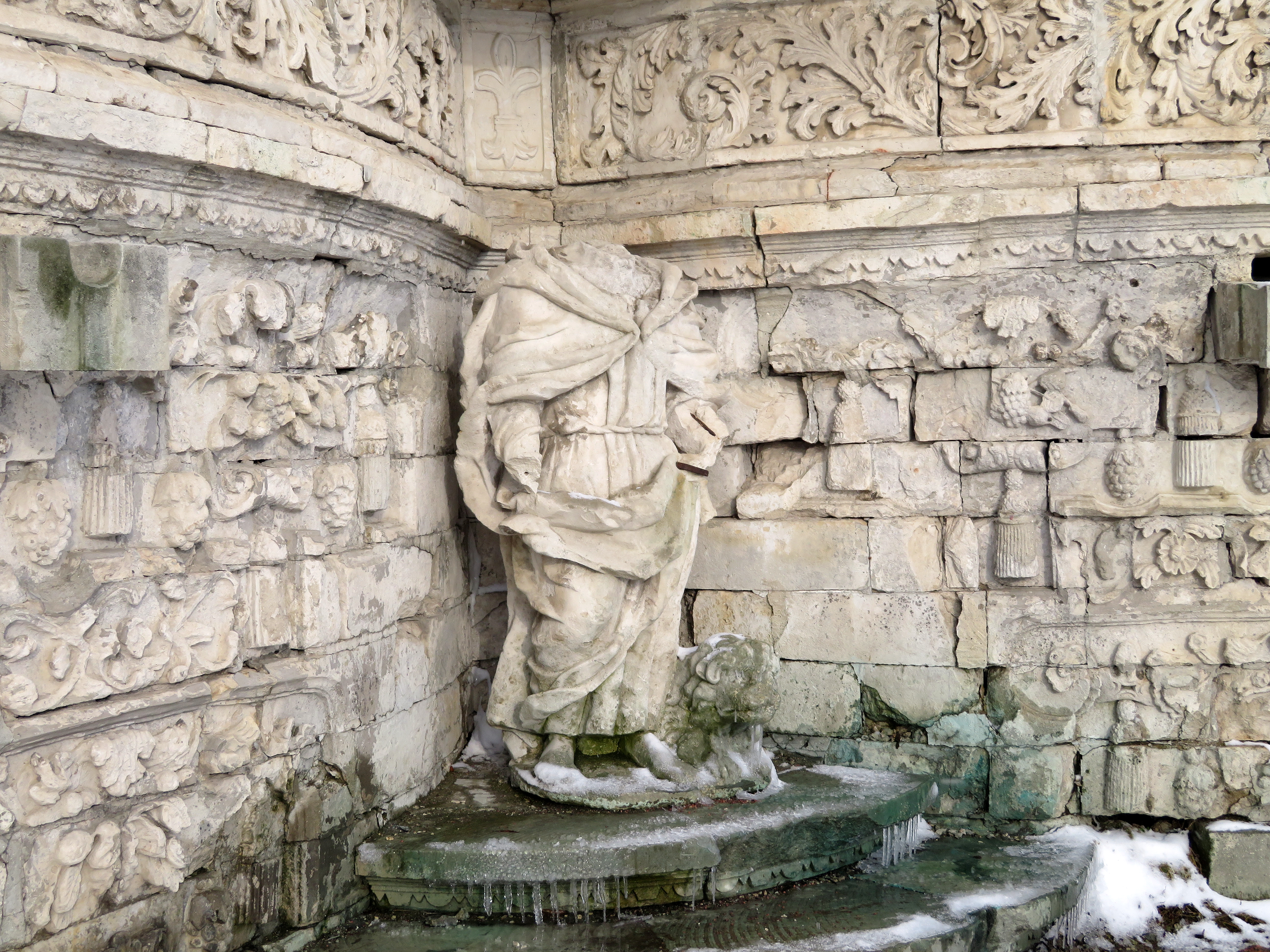
Il giglio bianco sul parapetto è un simbolo della Vergine

Quattro rampe di scale conducono alle porte di ingresso, sopraelevate di alcuni metri rispetto al terreno. La chiesa è dotata di tre porte di ingresso situate a nord, sud e ovest, mentre sul lato est al posto della porta è stata realizzata una nicchia. In questa nicchia era in passato collocato un Crocifisso con le figure di Maria (madre di Gesù) e Giovanni Apostolo, in seguito spostato all'interno dell'edificio.
I portali sono affiancati da colonne corinzie che sorreggono il fregio ornamentale. Sia il basamento che il parapetto della terrazza, e la chiesa stessa, sono ricoperti da cima a fondo con ornamenti in rilievo. Molti di questi elementi decorativi, come una sfaccettatura a diamante, varie colonne, riccioli e pennelli in rilievo, conchiglie, fiori e frutti esotici scolpiti nella pietra e foglie della pianta mediterranea d'acanto, non avevano precedenti nell'architettura russa prima della costruzione di questa chiesa.
False finestre sono installate sui frontoni lungo l'intera circonferenza della chiesa. Ci sono quattro piccole figure di angeli sopra ogni finta finestra dell'attico. Statue di cherubini su piedistalli a sfera si trovano tra le finte finestre. Questi otto cherubini, installati sul tetto della chiesa, tengono nelle loro mani gli strumenti della Passione di Cristo: lancia, scala, croce, chiodi, corona di spine, spugna, ecc.
La chiesa è inoltre decorata con alcune sculture a grandezza naturale. All'ingresso principale, ai lati della scala occidentale, sono installate due statue in pietra bianca. Sul lato sinistro c'è una statua di San Giovanni Crisostomo con sotto il piede un sacco di denaro, mentre sul lato destro si trova San Gregorio il Teologo con un libro e un lucerna ai suoi piedi. Sul tetto, proprio sopra l'ingresso occidentale, si trova una statua di San Basilio Magno con una mitra ai suoi piedi. Le statue non hanno le firme dei personaggi.
Otto statue degli apostoli sono installate alla base della torre ottagonale, tra le finestre. In origine gli apostoli detenevano, oltre a dei libri, gli strumenti della Passione di Cristo, ma oggi molte statue hanno perso questi attributi. Le immagini scultoree di personaggi biblici non erano tradizionali per l'architettura delle chiese russe.
In prossimità del suolo, agli angoli del basamento, si trovano, oggi gravemente danneggiate, le statue dei quattro evangelisti: Marco, Luca, Matteo e Giovanni. Le statue sono eseguite artisticamente ma sproporzionate. Gli oggetti scultorei ai piedi degli evangelisti riproducono una delle incarnazioni di tetramorfo (un mitico demone alato dalle visioni del profeta ebraico Ezechiele). Il tetramorfo appare sotto forma di quattro creature viventi: un angelo, un leone, un vitello e un'aquila, che custodiscono i quattro angoli del Trono del Signore e i quattro confini del paradiso.

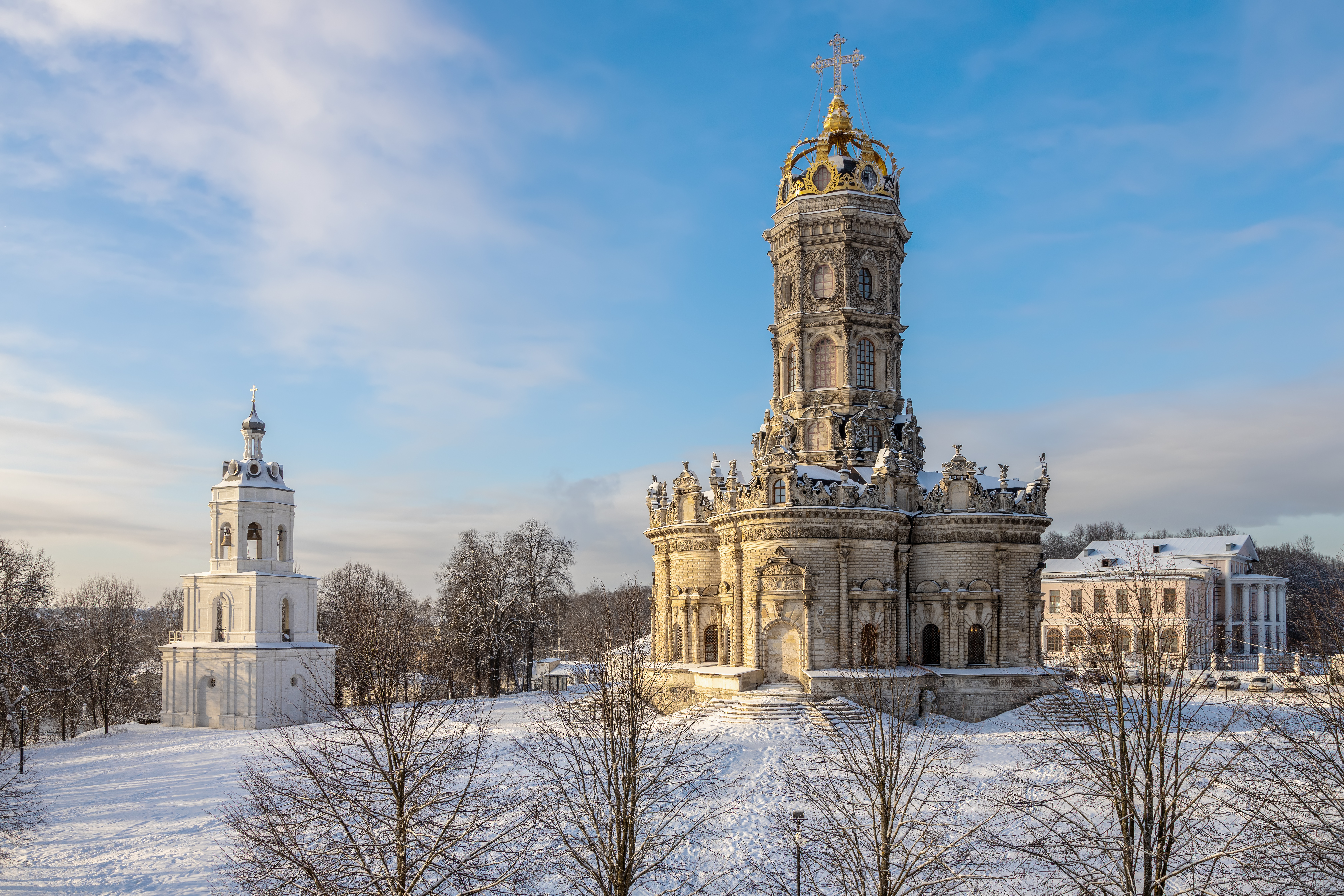
Esterno della chiesa

Se si cammina in senso orario dall'ingresso principale della chiesa lungo il basamento, le statue degli evangelisti si troveranno così: dal lato nord-ovest – Matteo con l'angelo; nel nord-est – Luca con un vitello alato; sul lato sud-est – Giovanni, ai suoi piedi un'aquila; sul lato sud-ovest c'è Marco con un leone alato.

### Interno

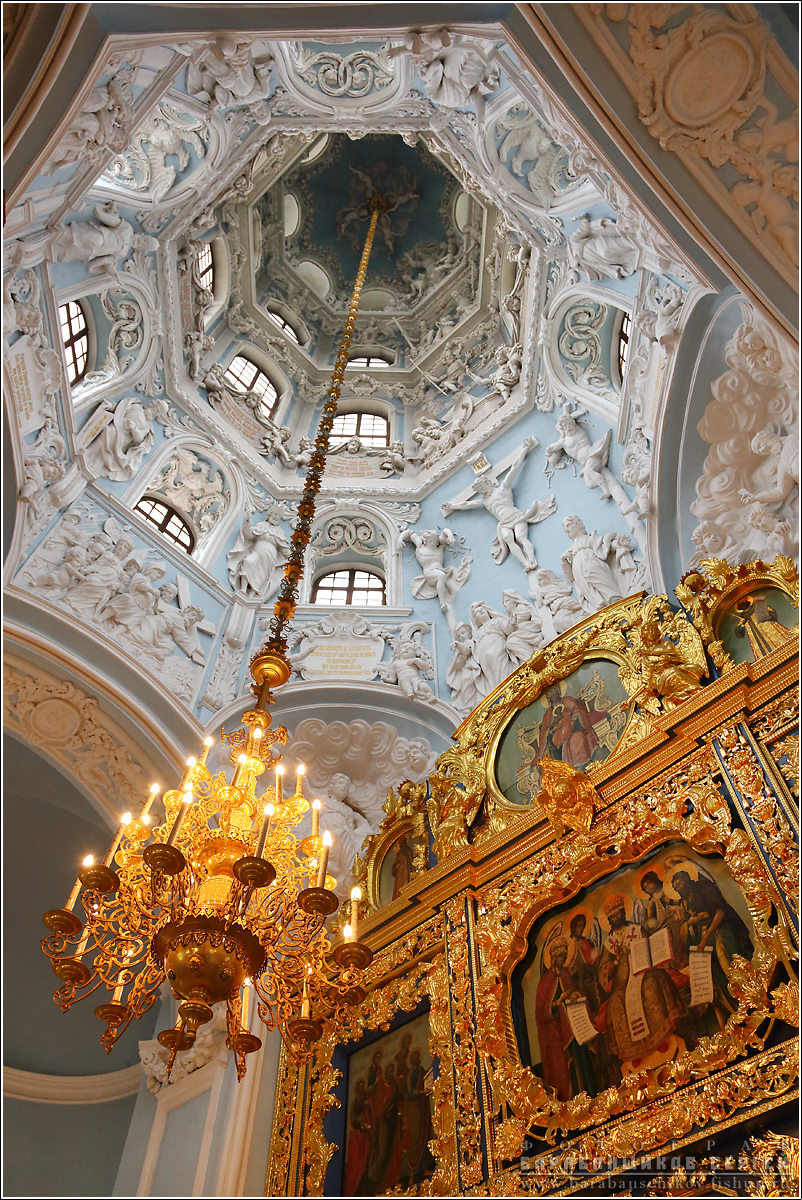
Interno della chiesa

L'interno della chiesa è riccamente decorato con numerose composizioni a rilievo, iscrizioni latine, un'iconostasi sapientemente scolpita e una balconata barocca. Le composizioni in rilievo sono realizzate con la tecnica dello stucco e raffigurano temi biblici.

Una cosa che attira l'attenzione all'interno è l'assenza di pilastri staccati e, per così dire, la fusione in un unico insieme indivisibile di tutte le parti costituenti la chiesa. Se ci si trova al centro dell'edificio, si può vedere l'intero ambiente interno, ad eccezione, ovviamente, dell'altare, che è nascosto alla vista da un'alta iconostasi. Quattro poderosi archi semicircolari insieme a quattro  pennacchi fungono da base della torre centrale. Sugli archi ci sono medaglioni con immagini in bassorilievo del fondatore della chiesa Boris Golitsyn, sua moglie e suo figlio.
Sui quattro pilastri che sostengono gli archi alla base della torre vi sono altrettante figure in stucco a grandezza naturale: sulla parete orientale, a destra dell'iconostasi, vi è San Giuseppe con in mano un fiore di giglio; a sinistra Maria Madre di Dio che porta Gesù Bambino al Tempio. Di fronte, sulla parete, si trovano Sant'Anna e San Simeone il Vecchio che tiene in braccio il Bambino. Le figure sono disposte in modo da sembrare rivolte l'una verso l'altra.
Sui pennacchi vi sono le figure in stucco degli evangelisti circondati da nuvole vorticose e da putti: a destra sopra l'iconostasi San Matteo con un angelo, a sinistra San Giovanni con l'aquila, di fronte ad essi ai lati della balconata superiore, San Luca con un vitello e San Marco con il leone.
Anche i diversi livelli della torre sono decorati con rilievi in stucco.

Al livello inferiore, sulla parete orientale sopra l'iconostasi vi è una scena raffigurante la Crocifissione di Gesù. A destra di questa scena c'è un'iscrizione latina indicata da due putti seduti. Versetti latini spiegano il contenuto degli altorilievi. Due putti seduti accompagnano tutti i testi latini alle scene di questo registro.

Sulla parete occidentale si trova la scena della Coronazione di spine. Sopra l'arco settentrionale è la scena del Salita al Calvario. Sopra l'arco sud si trova la scena della Sepoltura di Gesù. Figure di sei profeti sono poste tra le finestre del registro inferiore. A sinistra della Crocifissione c'è il re Davide con un'arpa in mano. Sulla parete opposta c'è il re Salomone con uno scettro. I profeti Mosè ed Elia sono raffigurati rispettivamente sulla parete nord e sud. Mosè ha le Tavole della Legge nella mano destra. Elia ha una cintura nella mano sinistra. Sulla parete occidentale si trovano le figure dei sommi sacerdoti dell'Antico Testamento. Zaccaria con un rotolo e Aronne con un turibolo nella mano destra. Le caratteristiche realistiche dei personaggi parlano della scuola europea di arti plastiche.

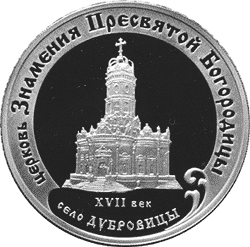
Inversioni della moneta

Al secondo livello sopra la scena della Crocifissione si trova una composizione con la Resurrezione di Gesù, tratta dalla tradizione occidentale. Negli spazi tra le finestre sono raffigurati tre putti che reggono cartigli con iscrizioni latine. 
Il terzo livello contiene la scena di Maria Regina. La trama è insolita per la tradizione della chiesa russa. Tra le finestre di questo livello vi sono figure di angeli che portano gli strumenti della Passione di Cristo.
Nel livello superiore sulla parete orientale si trova la figura del Dio Sabaoth (Tzevaot), sorretto da due arcangeli. È vietato rappresentare Dio Padre secondo i canoni della fede ortodossa.
Nella chiesa è particolarmente venerata la scultura lignea del crocifisso, che ha più di trecento anni. Un'iconostasi a quattro livelli si erge davanti al muro che separa l'altare dalla chiesa. Nella decorazione dell'iconostasi sono presenti una varietà di motivi vegetali e ornamentali. L'iconostasi è piena di icone antiche circondate da incisioni dorate. L'icona del Segno della Santissima Teotoco è particolarmente venerata nella chiesa ed è una copia della leggendaria icona di Nostra Signora del Segno di Novgorod, venerata come miracolosa dal 1170.
Sul lato occidentale, una massiccia balconata a due ordini si erge sopra l'ingresso della chiesa, interamente ricoperta da squisiti intagli dorati. La decorazione della balconata è varia ed elegante, così come la decorazione dell'iconostasi, ma qui l'intaglio non è così comune, per cui lo sfondo blu scuro appare come grandi macchie tra motivi dorati.
A differenza dalla parte centrale della chiesa, le estremità laterali, in corrispondenza delle porte di ingresso, si distinguono per la semplicità della decorazione e l'assenza di rilievi in stucco. La luce entra all'interno attraverso due coppie di finestre situate ai lati di ogni portale, oltre che dalla porta a vetri dell'ingresso principale.

### Immagini storiche della chiesa

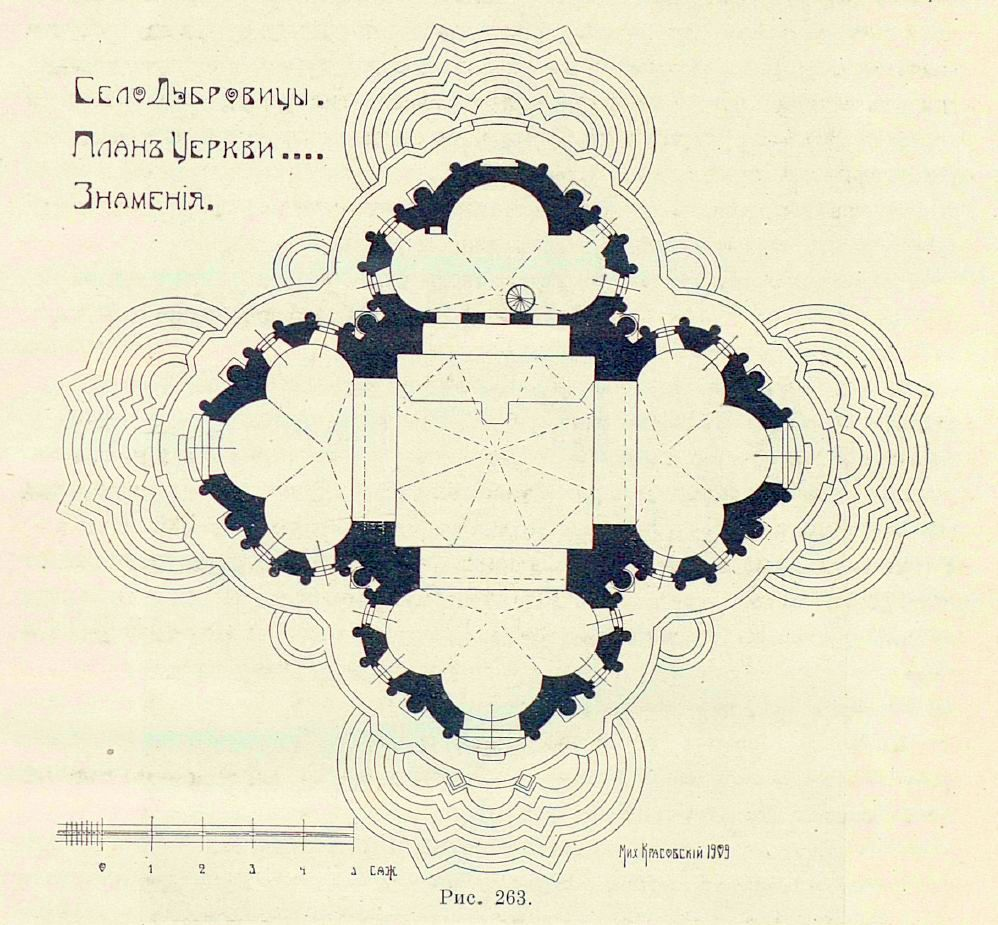
Pianta cruciforme (M. V. Krasovskij, 1910), che mostra l'ingresso (sotto), l'altare (in alto) e le scale a forma di petalo
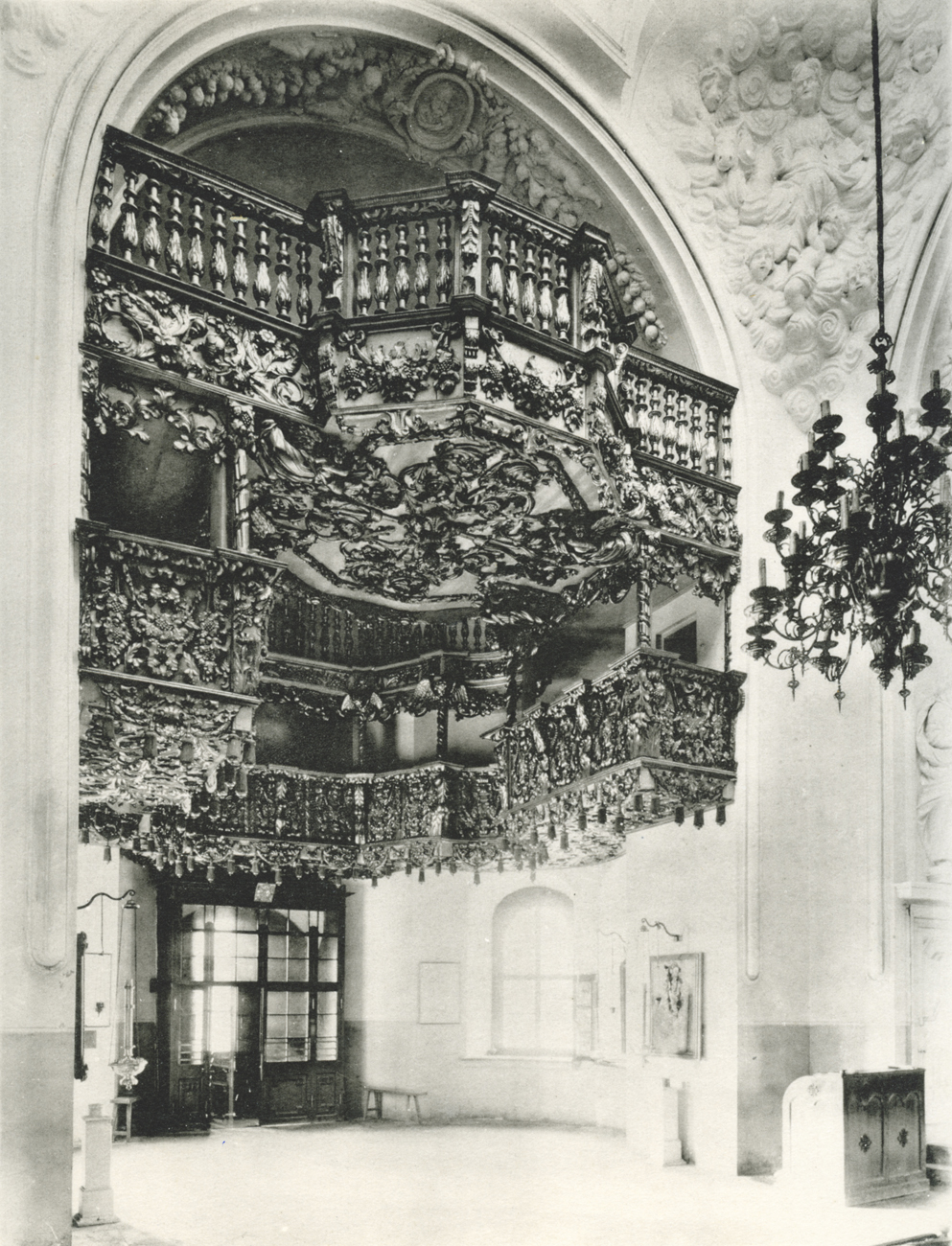
Coro a due livelli con intagli in legno dorato (inizio del XX secolo)
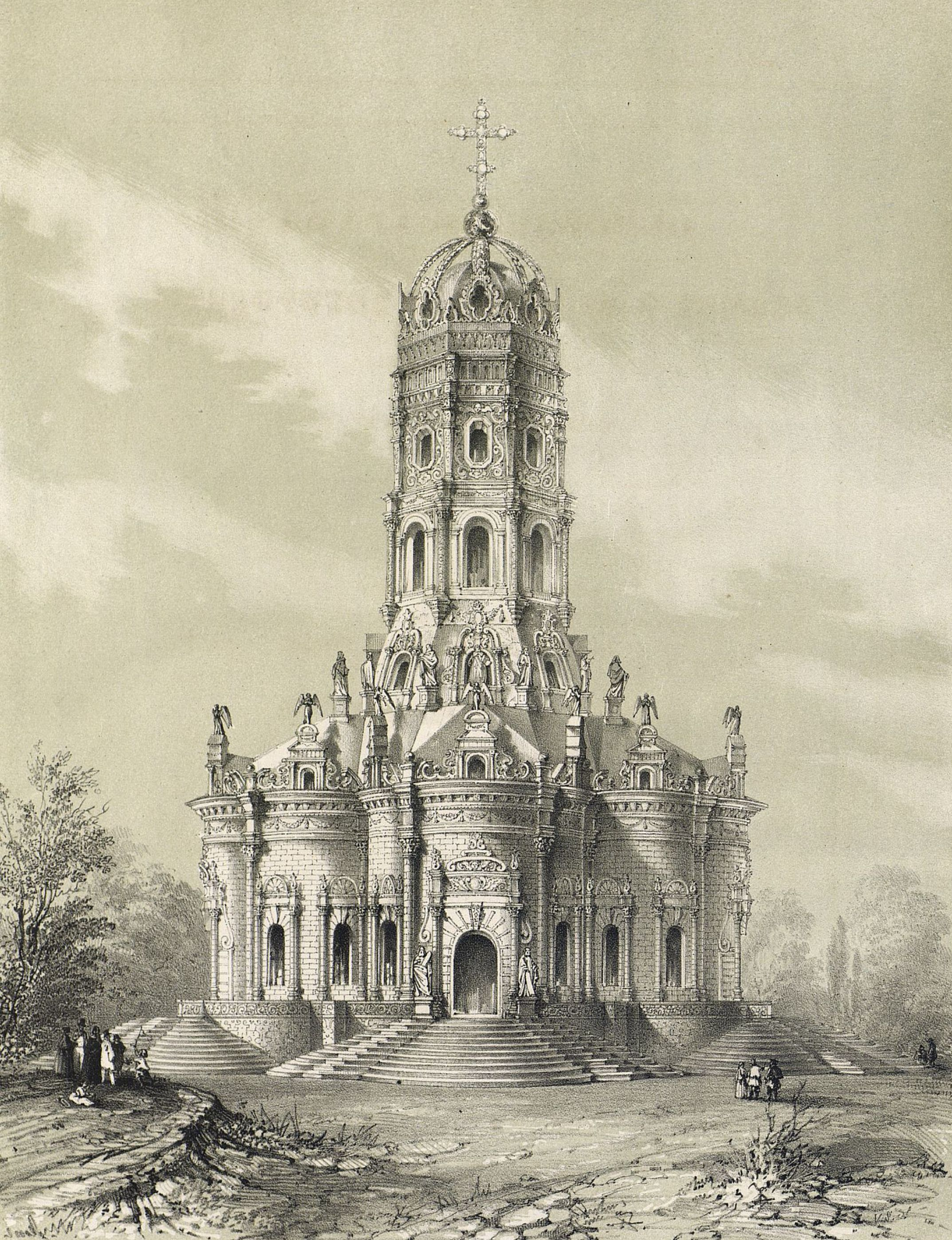
La chiesa di Dubrovicy in una litografia di Friedrich Dreger (A. F. Veltman, 1850)
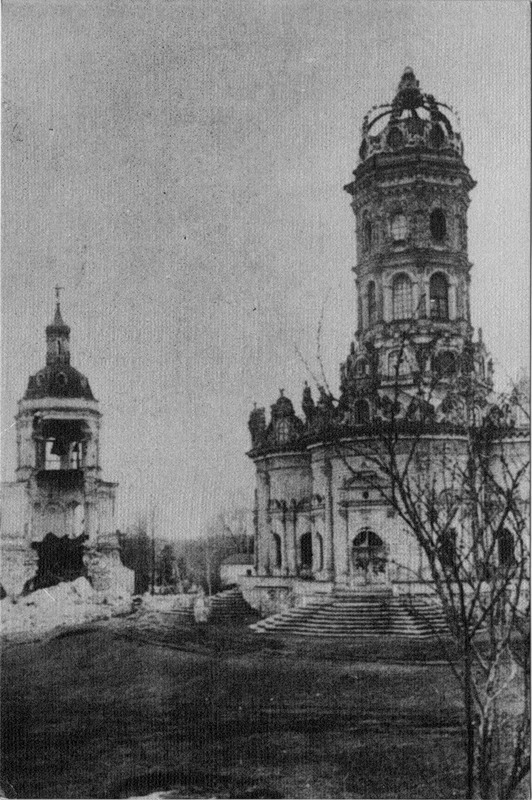
La chiesa e il campanile esploso nel 1931 (periodo di chiusura 1930–1990)
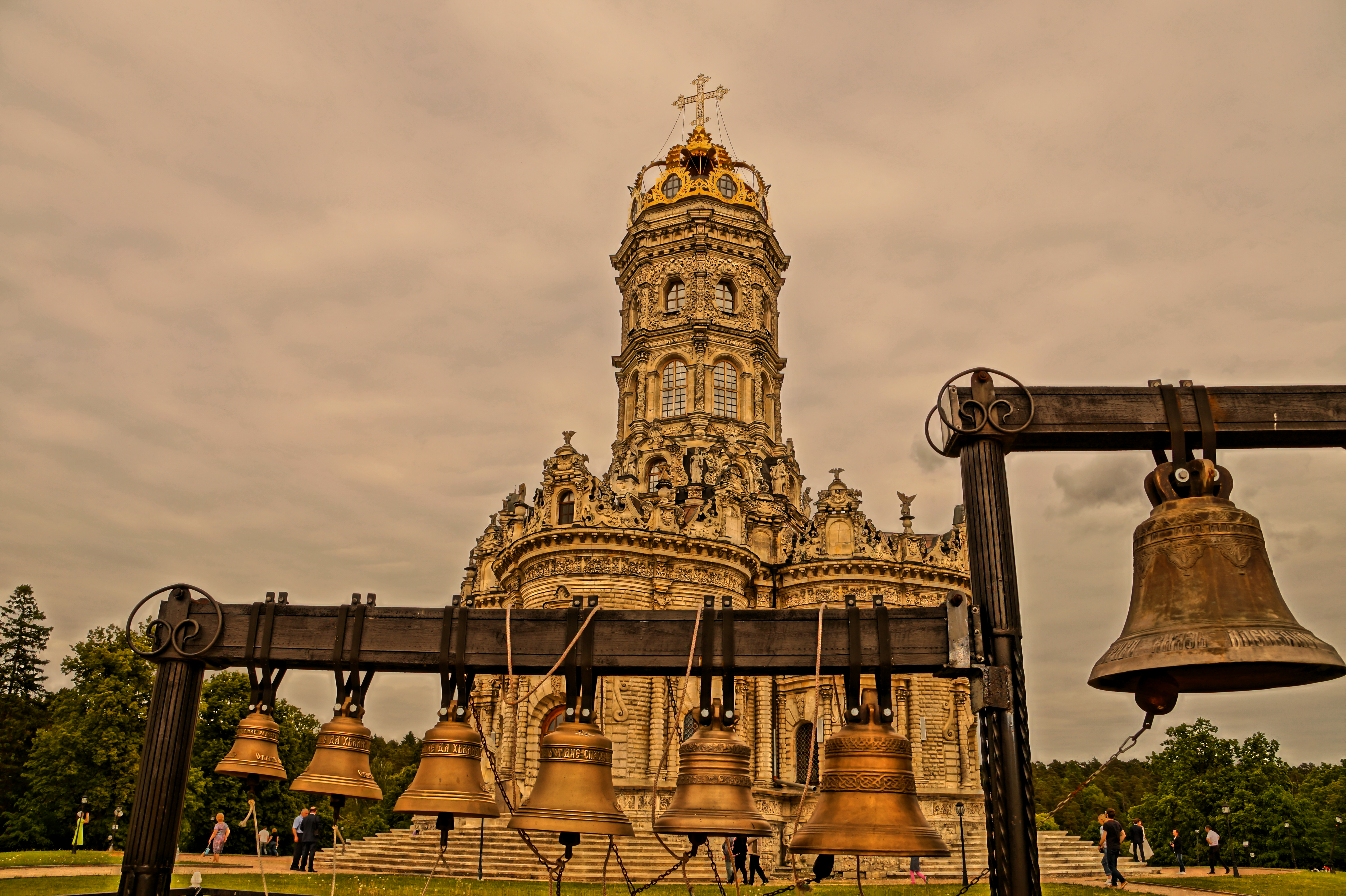
Campanile di strada che esisteva fino al 2022